# Sonda logica

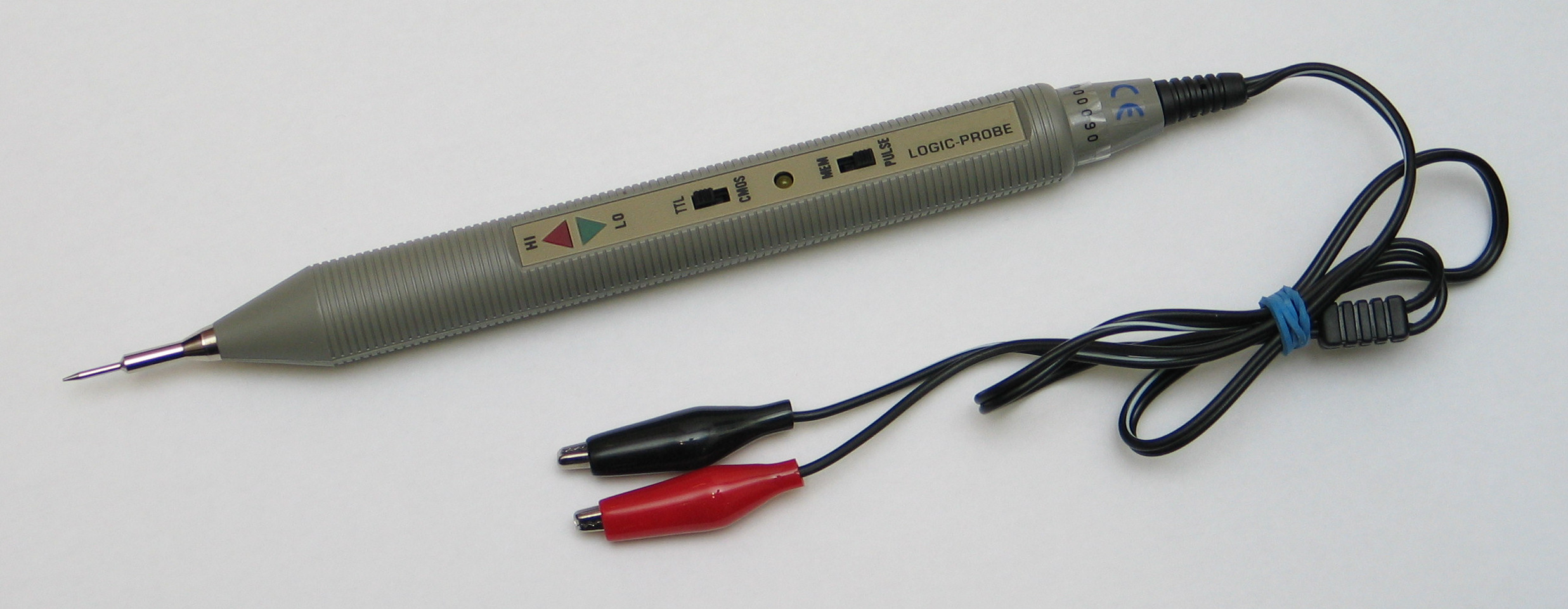
Sonda logica

Una sonda logica è una sonda di misura utilizzata in elettronica digitale per analizzare e risolvere i problemi degli stati logici (booleano 0 o 1) di un circuito digitale. Mentre la maggior parte delle sonde logiche è alimentata dal circuito sotto test, alcuni dispositivi utilizzano batterie. Possono essere utilizzate su dispositivi a circuito integrato TTL o CMOS.